# IC 4707
IC 4707 — галактика типу EN (емісійна туманність) у сузір'ї Стрілець.
Цей об'єкт міститься в оригінальній редакції індексного каталогу.